# Adidas
Adidas (tiếng Đức: [ˈʔadiˌdas] ⓘ; cách điệu thành adidas từ năm 1949) là một tập đoàn đa quốc gia của Đức, được thành lập và có trụ sở tại Herzogenaurach, Bavaria, chuyên thiết kế và sản xuất giày dép, quần áo và phụ kiện. Đây là nhà sản xuất đồ thể thao lớn nhất ở châu Âu và lớn thứ hai trên thế giới, sau Nike. Đây là công ty cổ phần của Tập đoàn Adidas, bao gồm 8,33% cổ phần của câu lạc bộ bóng đá Bayern München, và Runtastic, một công ty công nghệ thể dục của Áo. Doanh thu của Adidas cho năm 2018 được liệt kê là 21,915 tỷ euro.
Công ty được thành lập bởi Adolf Dassler tại nhà của mẹ ông; ông cùng với anh trai mình là Rudolf vào năm 1924 với tên gọi Gebrüder Dassler Schuhfabrik ("Nhà máy giày của anh em nhà Dassler"). Dassler đã hỗ trợ phát triển giày chạy bộ có đinh (gai) cho nhiều sự kiện thể thao. Để nâng cao chất lượng của giày thể thao có gai, ông đã chuyển đổi từ mẫu giày có gai bằng kim loại nặng trước đây sang sử dụng vải bạt và cao su. Dassler đã thuyết phục vận động viên chạy nước rút người Mỹ Jesse Owens sử dụng những chiếc gai thủ công của mình tại Thế vận hội Mùa hè 1936. Năm 1949, sau sự đổ vỡ trong mối quan hệ giữa hai anh em, Adolf thành lập Adidas và Rudolf thành lập Puma, đã trở thành đối thủ kinh doanh của Adidas.
Ba sọc là dấu hiệu nhận dạng của Adidas, đã được sử dụng trên các thiết kế giày và quần áo của công ty như một công cụ hỗ trợ tiếp thị. Thương hiệu mà Adidas đã mua vào năm 1952 từ công ty thể thao Phần Lan Karhu Sports với số tiền tương đương 1.600 € và hai chai rượu whisky, đã trở nên thành công đến mức Dassler mô tả Adidas là "Công ty ba sọc".

## Lịch sử

### Những năm đầu: "Gebrüder Dassler Schuhfabrik"
Công ty được thành lập bởi Adolf "Adi" Dassler, người đã sản xuất giày thể thao trong phòng giặt hoặc phòng giặt của mẹ mình ở Herzogenaurach, Đức sau khi trở về từ Thế chiến thứ nhất. Vào tháng 7 năm 1924, anh trai của ông là Rudolf tham gia công việc kinh doanh, công ty này trở thành "Nhà máy giày của anh em nhà Dassler" (Gebrüder Dassler Schuhfabrik). Nguồn cung cấp điện ở Herzogenaurach không đáng tin cậy nên đôi khi hai anh em phải sử dụng sức đạp từ một chiếc xe đạp đứng yên để chạy thiết bị của họ.
Dassler đã hỗ trợ phát triển giày chạy bộ có gai (gai) cho nhiều sự kiện thể thao. Để nâng cao chất lượng của giày thể thao có gai, ông đã chuyển đổi từ mẫu giày có gai bằng kim loại nặng trước đây sang sử dụng vải bạt và cao su. Năm 1936, Dassler thuyết phục vận động viên chạy nước rút người Mỹ Jesse Owens sử dụng những chiếc gai làm bằng tay của mình tại Thế vận hội Mùa hè 1936. Sau bốn huy chương vàng của Owens, tên tuổi và danh tiếng của giày Dassler đã được giới thể thao thế giới và huấn luyện viên của họ biết đến. Công việc kinh doanh thành công và Dasslers đã bán được 200.000 đôi giày mỗi năm trước Thế chiến II.
Cả hai anh em nhà Dassler đều gia nhập Đảng Quốc xã (NSDAP) vào tháng 5 năm 1933 và cũng trở thành thành viên của Đoàn Cơ giới Xã hội Chủ nghĩa Quốc gia. Hơn nữa, Adolf đã đạt cấp bậc Sportwart trong Đoàn thanh niên Hitler từ năm 1935 cho đến khi chiến tranh kết thúc. Trong chiến tranh, công ty đang điều hành nhà máy sản xuất giày thể thao cuối cùng trong nước và chủ yếu cung cấp giày cho Wehrmacht. Năm 1943, việc sản xuất giày buộc phải ngừng hoạt động và cơ sở vật chất cũng như lực lượng lao động của công ty được sử dụng để sản xuất vũ khí chống tăng. Từ năm 1942 đến năm 1945, ít nhất chín lao động cưỡng bức đã làm việc tại cả hai địa điểm của công ty.
Nhà máy Dassler, được sử dụng để sản xuất vũ khí chống tăng trong Thế chiến II, gần như bị quân đội Hoa Kỳ phá hủy vào năm 1945, nhưng đã được tha khi vợ của Adolf Dassler thuyết phục lính Mỹ rằng công ty và nhân viên của họ chỉ quan tâm đến việc sản xuất giày thể thao. Các lực lượng chiếm đóng của Mỹ sau đó đã trở thành những khách hàng lớn mua giày của anh em nhà Dassler.

### Chia rẽ và cạnh tranh với Puma
Hai anh em chia tay vào năm 1947 sau khi mối quan hệ giữa họ tan vỡ, với việc Adolf thành lập một công ty được đăng ký chính thức là Adidas AG, từ Adi Dassler, vào ngày 18 tháng 8 năm 1949, và Rudolf thành lập một công ty mới mà ông gọi là Ruda – từ Rudolf Dassler, sau đổi tên thành Puma. Một truyền thuyết đô thị đã ban hành từ viết tắt Cả ngày tôi mơ về thể thao.
Adidas và Puma SE bước vào một cuộc cạnh tranh kinh doanh gay gắt và gay gắt sau khi chia tay. Thật vậy, thị trấn Herzogenaurach đã bị chia rẽ về vấn đề này, dẫn đến biệt danh "thị trấn của những chiếc cổ cong"—mọi người nhìn xuống để xem những người lạ đi giày nào. Ngay cả hai câu lạc bộ bóng đá của thị trấn cũng bị chia rẽ: câu lạc bộ ASV Herzogenaurach được hỗ trợ bởi Adidas, trong khi 1. FC Herzogenaurach ủng hộ giày của Rudolf. Khi những người siêng năng được gọi đến nhà của Rudolf, họ sẽ cố tình đi giày Adidas. Rudolf sẽ bảo họ xuống tầng hầm và chọn một đôi Puma miễn phí. Hai anh em không bao giờ hòa giải và mặc dù hiện tại họ được chôn cất trong cùng một nghĩa trang, nhưng họ được đặt cách xa nhau nhất có thể.
Năm 1948, trong trận đấu bóng đá đầu tiên sau Thế chiến II, một số thành viên của đội tuyển bóng đá quốc gia Tây Đức đã đi giày Puma, trong đó có cầu thủ ghi bàn thắng đầu tiên cho Tây Đức sau chiến tranh, Herbert Burdenski. Bốn năm sau, tại Thế vận hội Mùa hè 1952, vận động viên chạy 1500 mét Josy Barthel của Luxembourg đã giành huy chương vàng Olympic đầu tiên của Puma tại Helsinki, Phần Lan.
Tại Thế vận hội Mùa hè 1960, Puma đã trả tiền cho vận động viên chạy nước rút người Đức Armin Hary để mặc đồ của Puma trong trận chung kết chạy nước rút 100 mét. Hary đã từng mặc đồ của Adidas và yêu cầu Adolf trả tiền, nhưng Adidas đã từ chối yêu cầu này. Tay vợt người Đức đã giành huy chương vàng với giày Puma, nhưng sau đó lại khoác áo Adidas trong lễ trao huy chương, trước sự sửng sốt của hai anh em nhà Dassler. Hary hy vọng kiếm được tiền từ cả hai, nhưng Adi quá tức giận nên đã cấm nhà vô địch Olympic.

### Hình ảnh công ty
Năm 1952, sau Thế vận hội Mùa hè 1952, Adidas đã mua lại biểu tượng 3 sọc đặc trưng của mình từ thương hiệu giày thể thao Phần Lan Karhu Sports, với giá hai chai rượu whisky và số tiền tương đương €1600.
Biểu tượng Bông Hoa Ba Lá được thiết kế vào năm 1971 và ra mắt vào năm 1972, đúng thời điểm diễn ra Thế vận hội Mùa hè 1972 được tổ chức tại Munich. Logo này tồn tại cho đến năm 1997, khi công ty giới thiệu logo "ba sọc" (được thiết kế bởi Giám đốc Sáng tạo lúc đó là Peter Moore), ban đầu được sử dụng trên loạt sản phẩm Equipment.

### Công việc của Tapie

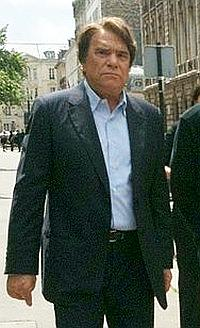
Bernard Tapie, doanh nhân Pháp, sở hữu Adidas từ 1990 đến 1992 nhưng phải từ bỏ quyền kiểm soát do nợ nần.

Sau một thời gian gặp khó khăn sau cái chết của Horst Dassler, con trai của Adolf Dassler vào năm 1987, công ty đã được nhà công nghiệp người Pháp Bernard Tapie mua lại vào năm 1990 với giá 1,6 tỷ ₣ (franc) (nay là 243,9 triệu €), mà Tapie đã vay. Tapie vào thời điểm đó là một chuyên gia nổi tiếng trong việc giải cứu các công ty bị phá sản, một chuyên môn mà ông đã xây dựng nên tài sản của mình.
Tapie quyết định chuyển hoạt động sản xuất ra nước ngoài sang châu Á. Ông cũng thuê Madonna để quảng cáo. Từ Christchurch, New Zealand, anh ấy đã cử một đại diện bán giày đến Đức và gặp con cháu của Adolf Dassler (Amelia Randall Dassler và Bella Beck Dassler) và được gửi trở lại với một số mặt hàng để quảng bá công ty ở đó.
Năm 1992, không thể trả lãi vay, Tapie đã ủy quyền cho ngân hàng Crédit Lyonnais bán Adidas, và ngân hàng sau đó đã chuyển khoản nợ chưa thanh toán thành cổ phiếu của doanh nghiệp, điều này là bất thường theo thông lệ ngân hàng phổ biến của Pháp. Theo báo cáo, ngân hàng quốc doanh đã cố gắng đưa Tapie thoát khỏi tình trạng khó khăn về tài chính như một sự ưu ái cá nhân cho Tapie, bởi vì Tapie là Bộ trưởng Bộ Đô thị (ministre de la Ville) trong chính phủ Pháp vào thời điểm đó.
Robert Louis-Dreyfus, một người bạn của Tapie, trở thành Giám đốc điều hành mới của công ty vào năm 1994. Ông cũng là chủ tịch của Olympique de Marseille, đội bóng mà Tapie sở hữu cho đến năm 1993. Tapie đã nộp đơn xin phá sản cá nhân vào năm 1994. Anh ấy là đối tượng của một số vụ kiện, đáng chú ý là liên quan đến dàn xếp tỷ số tại câu lạc bộ bóng đá. Trong năm 1997, ông đã thụ án 6 tháng trong bản án 18 tháng tù ở nhà tù La Santé ở Paris. Vào tháng 2 năm 2000, Crédit Lyonnais đã bán Adidas cho Louis-Dreyfus với số tiền cao hơn nhiều so với số tiền mà Tapie nợ, 4,485 tỷ (683,514 triệu euro) franc thay vì 2,85 tỷ (434,479 triệu euro). Họ cũng cố tình phá sản công ty của Tapie sở hữu Adidas, bởi vì chỉ có công ty mới có quyền kiện họ.

### Thời kỳ hậu Tapie

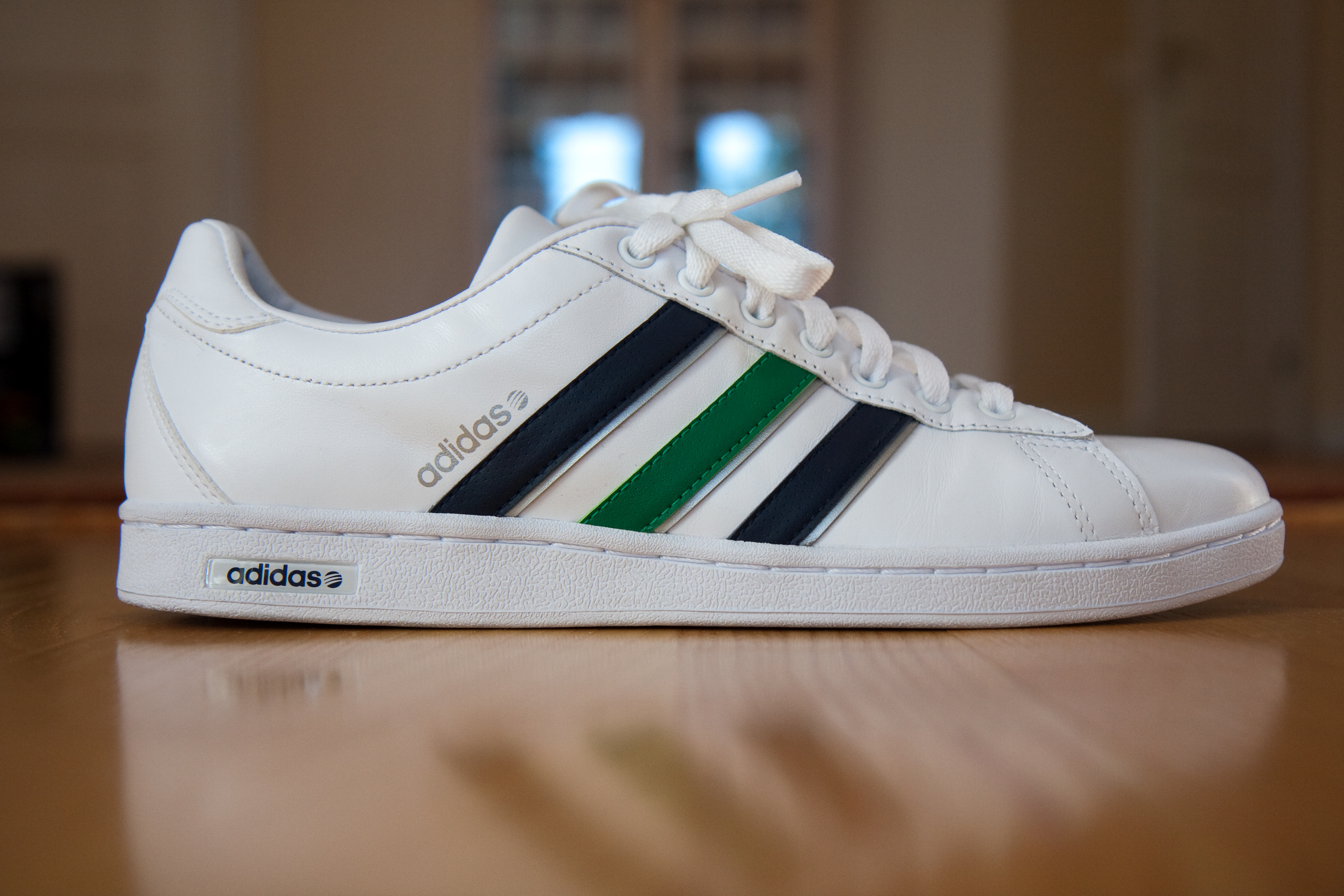
Một đôi giày Adidas, với ba sọc song song của công ty.

Năm 1994, kết hợp với Đoàn thanh niên FIFA, Làng trẻ em SOS trở thành đối tượng hưởng lợi chính.
Năm 1997, Adidas AG mua lại Tập đoàn Salomon chuyên về quần áo trượt tuyết và tên công ty chính thức được đổi thành Adidas-Salomon AG. Với việc mua lại này, Adidas cũng đã mua lại công ty chơi gôn TaylorMade và Maxfli, cho phép họ cạnh tranh với Nike Golf.
Năm 1998, Adidas đã kiện NCAA về các quy tắc của họ giới hạn kích thước và số lượng logo thương mại trên đồng phục và quần áo của đội. Adidas đã rút đơn kiện và hai nhóm đã thiết lập các nguyên tắc về việc thiết kế ba sọc nào sẽ được coi là sử dụng nhãn hiệu Adidas.
Với tư cách là Giám đốc điều hành của Adidas, Louis-Dreyfus đã tăng gấp bốn lần doanh thu lên 5,84 tỷ € (7,5 tỷ USD) từ năm 1993 đến năm 2000. Vào năm 2000, ông tuyên bố sẽ từ chức vào năm sau vì bệnh tật.
Năm 2003, Adidas đã đệ đơn kiện lên tòa án Anh thách thức việc Fitness World Trading sử dụng họa tiết hai sọc tương tự như ba sọc của Adidas . Tòa án phán quyết rằng bất chấp sự đơn giản của nhãn hiệu, việc sử dụng của Fitness World là vi phạm vì công chúng có thể thiết lập mối liên hệ giữa việc sử dụng đó và nhãn hiệu của Adidas.
Vào tháng 9 năm 2004, nhà thiết kế thời trang hàng đầu người Anh Stella McCartney đã cho ra mắt dòng sản phẩm liên doanh với Adidas, thiết lập mối quan hệ hợp tác lâu dài với tập đoàn. Dòng này là một bộ sưu tập biểu diễn thể thao dành cho phụ nữ có tên là "Adidas by Stella McCartney", và nó đã được giới phê bình đánh giá cao.
Ngoài ra, vào ngày 3 tháng 5 năm 2005, Adidas nói với công chúng rằng họ đã bán công ty đối tác Salomon Group với giá 485 triệu euro cho Amer Sports của Phần Lan.

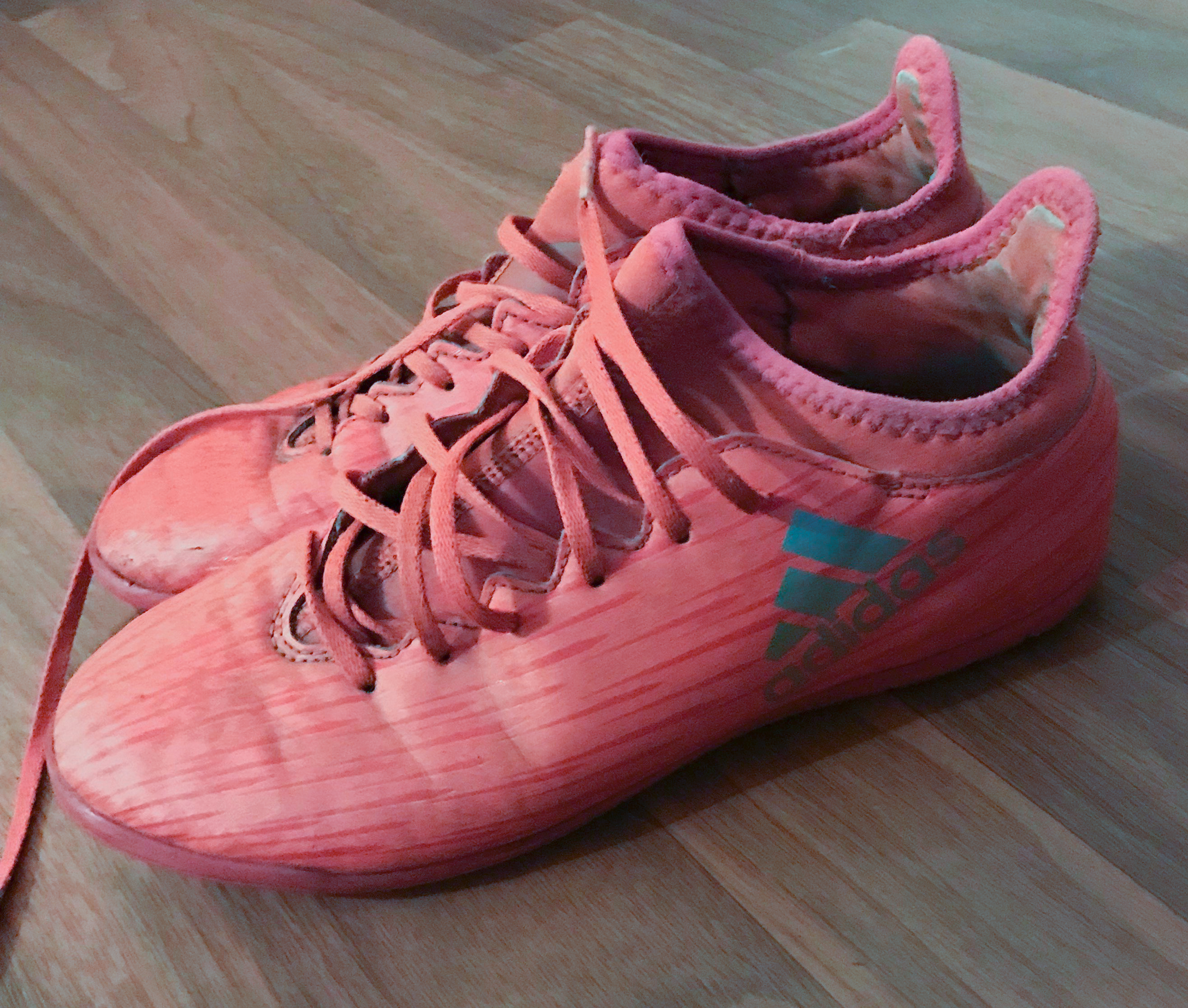
Adidas từ lâu đã là nhà sản xuất giày bóng đá sân cỏ nhân tạo nổi tiếng – dưới đây là một đôi gần đây được nhiều người lựa chọn.

Vào tháng 8 năm 2005, Adidas tuyên bố ý định mua Reebok với giá 3,8 tỷ USD (US$). Việc tiếp quản này được hoàn thành với sự hợp tác vào tháng 1 năm 2006 và có nghĩa là công ty có doanh số kinh doanh gần bằng với Nike ở Bắc Mỹ. Việc mua lại Reebok cũng cho phép Adidas cạnh tranh với Nike trên toàn thế giới với tư cách là nhà sản xuất giày thể thao số hai trên thế giới.
Năm 2005, Adidas giới thiệu Adidas 1, đôi giày sản xuất đầu tiên sử dụng bộ vi xử lý. Được công ty mệnh danh là "Chiếc giày thông minh đầu tiên trên thế giới", nó có bộ vi xử lý có khả năng thực hiện 5 triệu phép tính mỗi giây, tự động điều chỉnh mức độ đệm của giày cho phù hợp với môi trường. Giày yêu cầu một loại pin nhỏ, người dùng có thể thay thế, kéo dài khoảng 100 giờ chạy. Vào ngày 25 tháng 11 năm 2005, Adidas đã phát hành phiên bản mới của Adidas 1 với phạm vi đệm tăng lên, cho phép giày trở nên mềm hơn hoặc cứng hơn và một động cơ mới có mô-men xoắn lớn hơn 153%.
Vào ngày 11 tháng 4 năm 2006, Adidas công bố hợp đồng 11 năm để trở thành nhà cung cấp quần áo chính thức của NBA. Công ty đã và đang sản xuất áo thi đấu và các sản phẩm của NBA, NBDL và WNBA cũng như các phiên bản màu đội của giày bóng rổ "Superstar". Thỏa thuận này (trị giá hơn 400 triệu đô la) đã tiếp quản thỏa thuận Reebok trước đó đã được thực hiện vào năm 2001 trong 10 năm.
Vào tháng 11 năm 2011, Adidas thông báo rằng họ sẽ mua lại thương hiệu biểu diễn thể thao hành động ngoài trời Five Ten thông qua một thỏa thuận mua cổ phần. Tổng giá mua là 25 triệu đô la Mỹ bằng tiền mặt khi đóng cửa.

### Những năm gần đây

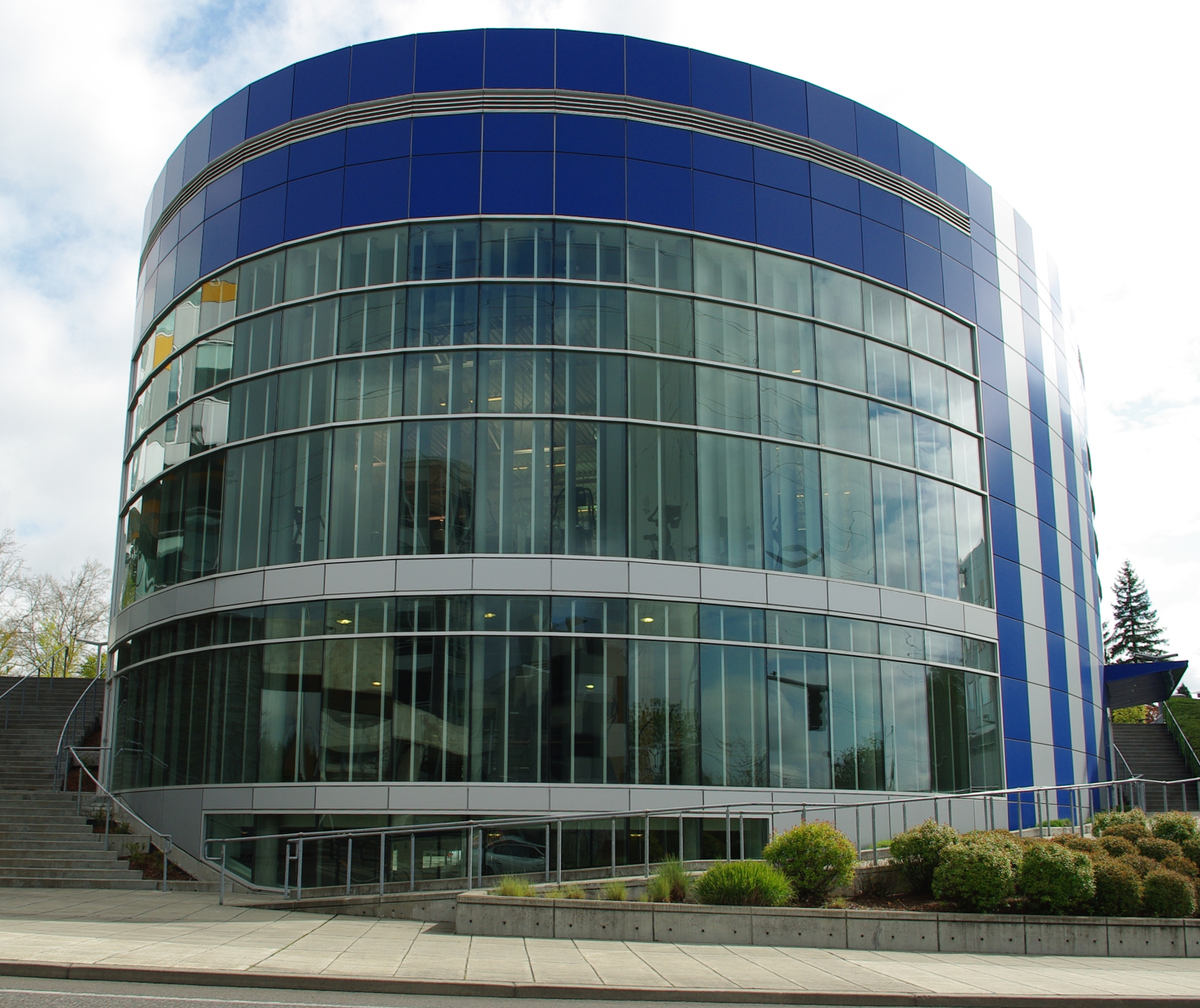
Trụ sở chính của Adidas Bắc Mỹ tại Portland, Oregon

Vào cuối năm 2012, Adidas đã báo cáo doanh thu cao nhất từ trước đến nay và Giám đốc điều hành Herbert Hainer bày tỏ sự lạc quan cho năm tới. Adidas hiện có trụ sở công ty toàn cầu tại Herzogenaurach , Đức và nhiều địa điểm kinh doanh khác trên khắp thế giới như London, Portland, Toronto, Tokyo, Úc, Đài Loan và Tây Ban Nha.
Vào tháng 1 năm 2015, Adidas đã ra mắt ứng dụng di động đặt trước đầu tiên của ngành công nghiệp giày dép. Ứng dụng Xác nhận của Adidas cho phép người tiêu dùng có quyền truy cập và đặt trước giày thể thao phiên bản giới hạn của thương hiệu bằng cách sử dụng công nghệ nhắm mục tiêu theo địa lý.
Vào ngày 24 tháng 3 năm 2015, Adidas và McDonald's đã công bố bộ đồng phục toàn Mỹ năm 2015 của McDonald's. Trong năm thứ ba liên tiếp, các cầu thủ sẽ mặc áo thi đấu ngắn tay, được làm bằng chất liệu nhẹ và thoáng khí giống như áo đấu được sử dụng ở NBA.
Vào tháng 8 năm 2015, Adidas đã mua lại công ty công nghệ thể dục Runtastic với giá khoảng 240 triệu USD.
Vào tháng 5 năm 2017, Adidas đã bán công ty chơi golf TaylorMade (bao gồm cả Ashworth) cho KPS Capital Partners với giá 425 triệu USD.
Vào tháng 3 năm 2022, Adidas đã bán Reebok cho Authentic Brands Group, với giá khoảng 2,5 tỷ USD.

## Các sản phẩm

### Quần áo
Adidas sản xuất nhiều mặt hàng quần áo khác nhau, từ áo thun nam và nữ, áo khoác, áo hoodie, quần dài và quần legging.
Mặt hàng may mặc đầu tiên của Adidas là bộ đồ thể thao Franz Beckenbauer được tạo ra vào năm 1967. Adidas AG là nhà sản xuất áo lót thể thao lớn nhất ở Châu Âu và là nhà sản xuất lớn thứ hai trên thế giới.

### Đồ thể thao

#### Bóng đá
Một trong những trọng tâm chính của Adidas luôn là bộ đồng phục bóng đá và các thiết bị liên quan. Adidas vẫn là một công ty lớn trong việc cung cấp trang phục thi đấu toàn cầu cho các câu lạc bộ và đội tuyển bóng đá quốc tế.
Adidas sản xuất bộ đồng phục trọng tài được sử dụng trong thi đấu quốc tế và bởi nhiều quốc gia và giải đấu trên thế giới. Công ty đã trở thành nhà đổi mới trong lĩnh vực giày thể thao, với những ví dụ đáng chú ý bao gồm việc phát hành giày đúc Copa Mundial năm 1979 được sử dụng cho các trận đấu trên mặt sân khô cứng. Nó được vinh danh là chiếc ủng bán chạy nhất mọi thời đại. Loại tương đương trên mặt đất mềm được đặt tên là World Cup và nó cũng vẫn còn trên thị trường.
Kể từ năm 1970, FIFA, cơ quan quản lý bóng đá thế giới, đã đặt hàng những quả bóng được thiết kế đặc biệt để sử dụng trong các giải đấu World Cup của riêng mình . Adidas Telstar là quả bóng đầu tiên được đưa vào sử dụng cho World Cup vào năm 1970. Những quả bóng được cung cấp cho World Cup 2006, "Teamgeist", đặc biệt đáng chú ý vì khả năng di chuyển xa hơn các loại trước đây khi được đánh, dẫn đến các bàn thắng ở cự ly xa hơn. Các thủ môn thường được cho là không thoải mái với thiết kế của quả bóng, cho rằng nó có xu hướng di chuyển đáng kể và khó đoán khi bay.

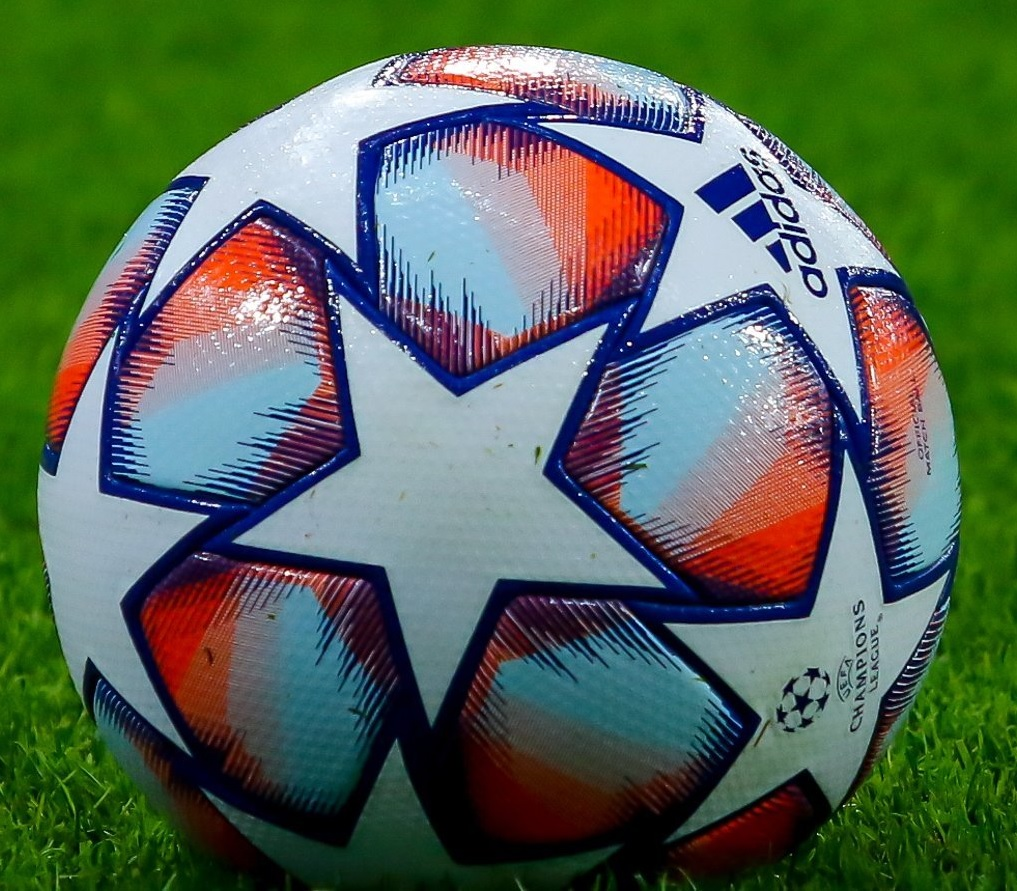
Adidas Finale (trong ảnh là quả bóng cho mùa giải 2020–21) là quả bóng thi đấu chính thức của UEFA Champions League.

Adidas giới thiệu Jabulani cho World Cup 2010. Quả bóng được thiết kế và phát triển bởi Đại học Loughborough hợp tác với Bayern München. Adidas Brazuca cho World Cup 2014 là quả bóng World Cup đầu tiên được người hâm mộ đặt tên. Năm 2022, lần thứ 14 liên tiếp, Adidas tạo ra quả bóng cho World Cup 2022, Al Rihla.
Adidas là một trong những nhà tài trợ chính thức của UEFA Champions League và Adidas Finale là quả bóng thi đấu chính thức của giải đấu. Cùng với mẫu giày Adidas Predator nói trên, Adidas còn sản xuất dòng giày bóng đá adiPure. Adidas đã đặt tên cho quả bóng thi đấu chính thức của giải đấu UEFA Euro 2016 là Adidas Beau Jeu, có nghĩa là "The Beautiful Game" trong tiếng Anh. Adidas cung cấp quần áo và thiết bị cho tất cả các đội trong Major League Soccer.

#### Bóng chày
Adidas cũng đã cung cấp thiết bị bóng chày và tài trợ cho nhiều cầu thủ của Major League Baseball và Nippon Professional Baseball tại Nhật Bản.
Đồ cứng bóng chày của Adidas được cấp phép cho Dick's Sporting Goods.
Từ năm 1997 đến 2008, Adidas tài trợ cho đội New York Yankees.

#### Bóng rổ
Giày Superstar và Pro Model của Adidas, được gọi một cách trìu mến là "shelltoes" vì hộp ngón chân bằng cao su cứng cách điệu, được thúc đẩy bởi, trong số những người khác, các huấn luyện viên như John Wooden của UCLA. Adidas đã thu hút ngay cả Converse trong lĩnh vực bóng rổ vào giữa những năm 1970 trước khi cả hai bắt đầu tụt lại phía sau Nike vào đầu những năm 1980. Sau đó, Adidas Superstar trở nên rất phổ biến trong bối cảnh thời trang dạo phố hip hop những năm 1980 cùng với những bộ quần áo polyester có sọc của Adidas.
Từ năm 2006 đến 2017, Adidas là nhà cung cấp đồng phục của tất cả 30 đội trong National Basketball Association, thay thế thương hiệu Reebok sau khi Adidas mua lại Reebok. Adidas đã được thay thế bởi Nike với tư cách là nhà cung cấp đồng phục chính thức của giải đấu sau mùa giải 2016–17.

#### Cricket

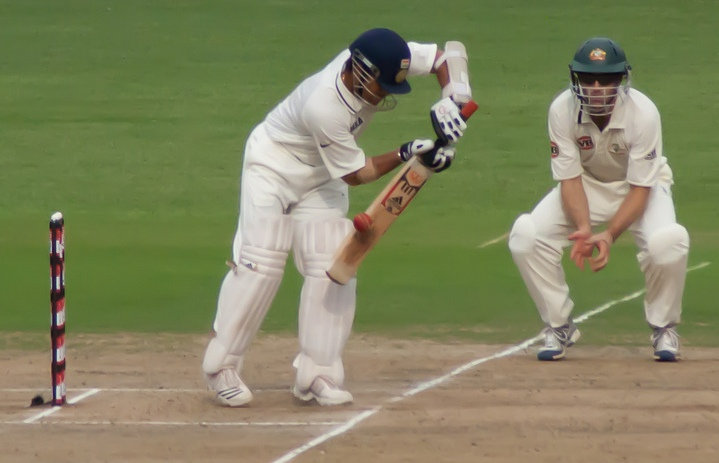
Vận động viên cricket người Ấn Độ Sachin Tendulkar, đánh bóng bằng cây gậy cricket Adidas được cá nhân hóa của anh ấy

Adidas bắt đầu sản xuất giày cricket vào giữa những năm 1970, với thị trường mục tiêu ban đầu là Úc. Giày của họ là một sự khác biệt hoàn toàn so với giày cricket bằng da truyền thống về cơ bản vẫn không thay đổi trong nhiều thập kỷ, nhẹ hơn và linh hoạt hơn nhưng cũng ít bảo vệ ngón chân hơn, vì vậy không có gì lạ khi thấy những người đánh bóng bị bóng đập vào chân. nhảy xung quanh trong đau đớn. Tiếp tục sản xuất giày cricket trong nhiều năm, vào năm 2006, công ty cuối cùng đã bước vào lĩnh vực sản xuất dơi vào năm 2008 và hiện tại dòng sản phẩm dơi của họ bao gồm các mẫu Pellara, Incurza, Libro và M-Blaster.
Vào những năm 1990, Adidas đã ký hợp đồng với siêu sao cricket người Ấn Độ Sachin Tendulkar và sản xuất giày cho ông. Từ năm 2008 cho đến khi ông nghỉ hưu, Adidas đã tài trợ cho cây gậy cricket mà Tendulkar sử dụng. Hãng đã tạo ra một cây gậy mới, 'Adidas MasterBlaster Elite', được cá nhân hóa cho anh ta.
Năm 2008, Adidas thực hiện một bước tiến phối hợp vào thị trường cricket Anh bằng cách tài trợ cho ngôi sao đánh bóng người Anh Kevin Pietersen sau khi hủy bỏ hợp đồng trọn đời của anh ấy với Woodworm, khi họ gặp khó khăn về tài chính. Năm sau, họ đăng ký tuyển thủ Anh Ian Bell, vận động viên đánh bóng mở màn người Pakistan Salman Butt và tuyển thủ Ấn Độ Ravindra Jadeja.
Tại Giải ngoại hạng Ấn Độ (IPL), Adidas tài trợ cho đội Mumbai Indians từ 2008 đến 2014 và Delhi Daredevils từ 2008 đến 2013. Họ là nhà tài trợ chính thức của Pune Warriors India vào năm 2011 và 2012, tuy nhiên đội đã bị cấm tham gia IPL do vấn đề thanh toán. Trong mùa giải 2015, Adidas đã tài trợ cho Royal Challengers Bangalore.

#### Golf
Adidas Golf sản xuất quần áo, giày dép và phụ kiện chơi golf. Trang bị cho nam và nữ bao gồm giày dép, áo sơ mi, quần đùi, quần dài, áo khoác ngoài (bộ quần áo gió), lớp nền và kính mắt.

#### Thể dục dụng cụ
Từ năm 2000 đến 2012, Adidas đã cung cấp trang phục thể dục dụng cụ nam và nữ cho Đội tuyển Hoa Kỳ, thông qua USA Gymnastics. Sự tài trợ của Thể dục dụng cụ Hoa Kỳ và Adidas đã kết thúc vào cuối năm 2012. Năm 2006, bộ quần áo leotards thể dục dụng cụ của Adidas dành cho nữ và áo thi đấu, quần thể dục dụng cụ và quần đùi thể dục dụng cụ của Adidas dành cho nam giới đã có mặt tại Hoa Kỳ, với những bộ quần áo leotards theo mùa được cung cấp cho các mùa Xuân, Hạ, Thu, Đông và Kỳ Nghỉ lễ. Adidas trước đó đã hợp tác với GK Elite, kể từ mùa xuân năm 2013, các sản phẩm thể dục dụng cụ của Adidas đã có mặt trên toàn thế giới thông qua Elegant Sports. Các thành viên đội tuyển Olympic Hoa Kỳ McKayla Maroney, Jordyn Wiebe, Jake Dalton và Danell Leyva đều được tài trợ bởi thể dục dụng cụ Adidas.

#### Khúc côn cầu trên băng
Adidas đã cung cấp đồng phục cho Giải khúc côn cầu quốc gia kể từ mùa giải 2017–18, thay thế cho Reebok. Adidas sẽ không còn cung cấp áo thi đấu trên băng cho NHL sau mùa giải 2017–18.

#### Bóng vợt
Năm 2007, Adidas tuyên bố tham gia vào thiết bị bóng vợt, đồng thời tài trợ cho Adidas National Lacrosse Classic vào tháng 7 năm 2008 cho 600 cầu thủ học sinh trung học hàng đầu ở Hoa Kỳ. Công ty tự biến mình thành thương hiệu của riêng họ như "Adidas Lacrosse", nhận được một số học bổng, Bucknell (nam và nữ), Bryant (nam), Delaware (nam và nữ), Học viện Công nghệ New Jersey (nam), và D3 cường quốc Lynchburg (chỉ dành cho nam và nữ vào mùa thu năm 2016 với hàng mềm)". Các vật liệu mà Adidas cung cấp là áo thi đấu, quần đùi, giày, trục, đầu, găng tay và miếng bảo hộ.
Các sản phẩm được sản xuất cho thể thao là gậy, găng tay, đồ bảo hộ và giày.

#### Chạy bộ

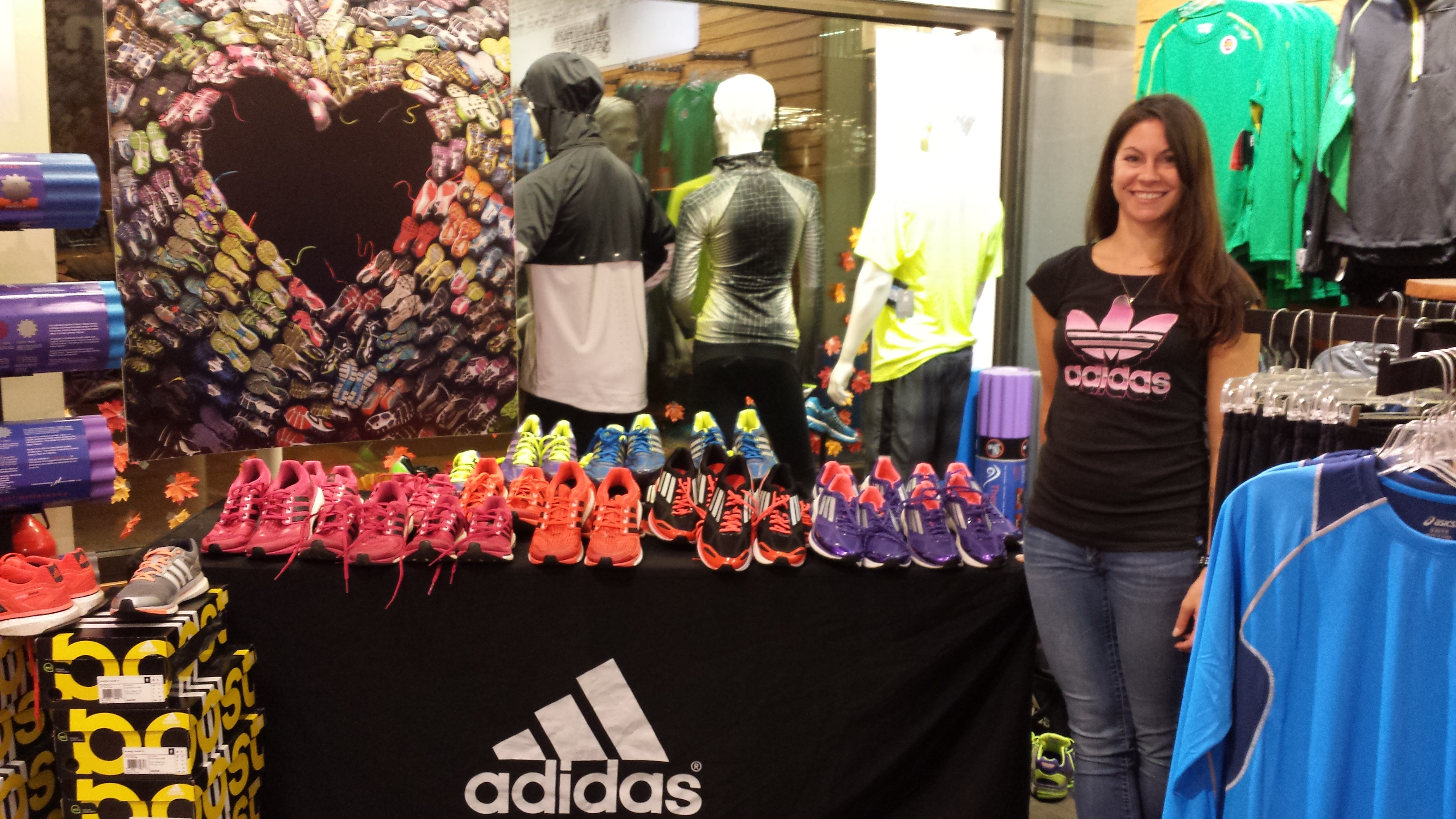
Trưng bày giày chạy bộ Adidas bản thử nghiệm ở Boston

Adidas hiện đang sản xuất một số loại giày chạy bộ và phong cách sống, bao gồm giày chạy bộ tăng cường năng lượng và giày tập có lưỡi lò xo. Thương hiệu đã xây dựng được mạng lưới vận động viên vững mạnh tại các thủ đô lớn của Châu Âu, chẳng hạn như "Boost Energy League" của Paris. Năm 2016, mùa thứ 3 ra mắt. Tại Paris, Boost Energy League quy tụ 11 đội đại diện cho các quận khác nhau của Paris.
Adidas đã ra mắt hai cách phối màu mới của NMD R1 và một cách phối màu mới của NMD XR1 vào tháng 9 năm 2016.
Vào tháng 11 năm 2016, Adidas đã nhá hàng một đôi giày thể thao làm từ nhựa đại dương. Giày được tạo ra từ một loại vải gọi là "Biosteel". Chiếc giày được gọi là "Adidas Futurecraft Biofabric." Chất liệu được sử dụng nhẹ hơn 15% so với sợi tơ tằm thông thường và có khả năng phân hủy sinh học 100%. Giày chỉ bắt đầu phân hủy khi nó tiếp xúc với nồng độ cao của enzyme tiêu hóa proteinase, xảy ra tự nhiên. Khi điều này xảy ra, đôi giày có thể phân hủy trong vòng 36 giờ. Chiếc giày không bao giờ được phát hành.
Adidas EQT là một phong cách giày thể thao của Adidas. Nó bắt nguồn từ đầu những năm 90 và được ra mắt lại vào năm 2017. Dòng Adidas EQT mới nhất được phát hành trong Gói "Turbo Red" vào ngày 26 tháng 1 năm 2017 và bao gồm các mẫu như Hỗ trợ EQT của Adidas 93/17, Hỗ trợ EQT ADV và Hỗ trợ EQT Cực kỳ. Adidas.com là một trong số ít các nhà bán lẻ trực tuyến.

#### Trượt ván
Adidas Skateboarding sản xuất giày dành riêng cho trượt ván , bao gồm cả việc thiết kế lại các mẫu trước đó dành cho trượt ván. Thương hiệu cũng phát hành các mô hình đặc trưng được thiết kế bởi các tay đua của đội.

#### Quần vợt
Adidas đã tham gia vào lĩnh vực thiết bị quần vợt từ giữa những năm 1960 và đã từng tài trợ cho nhiều vận động viên quần vợt hàng đầu, bắt đầu với hai trong số những vận động viên quần vợt nam nổi trội nhất khi bắt đầu kỷ nguyên chuyên nghiệp vào cuối những năm 1960, Stan Smith và Ilie Năstase. Trong những năm 1980 và 1990, họ không chỉ là nhà tài trợ quần áo và giày dép độc quyền cho các tay vợt nam số một thế giới Ivan Lendl và Stefan Edberg và tay vợt số một thế giới nữ Steffi Graf, nhưng mỗi người chơi có phong cách đồ họa độc quyền của riêng họ được thiết kế để họ sử dụng trong khi chơi, những phong cách này lần lượt được tiếp thị cho công chúng. Ivan Lendl thậm chí đã dành phần lớn sự nghiệp thống trị của mình để chơi với một số mẫu vợt tennis khác nhau của Adidas, chủ yếu sử dụng Adidas GTX-Pro huyền thoại và sau đó là Adidas GTX Pro-T. Vào năm 2009, công ty đã giới thiệu một dòng vợt tennis mới. Trong khi Feather được tạo ra cho "người chơi thông thường" và Phản hồi dành cho "người chơi câu lạc bộ", Adidas nhắm mục tiêu đến "người chơi giải đấu" với mẫu du lịch Barricade 12,2 oz.

#### Kabaddi
Adidas đã tham gia Kabaddi, đây vẫn là một môn thể thao không thuộc Olympic nhưng rất phổ biến ở tiểu lục địa Ấn Độ và các nước châu Á. Vào năm 2014, với sự ra mắt của Pro Kabaddi League một giải đấu nhượng quyền thành phố ở Ấn Độ, Kabaddi đã gây bão trong khu vực. Vào năm 2015, họ đã hợp tác với nhượng quyền thương mại U Mumba có trụ sở tại Mumbai.

### Phụ kiện

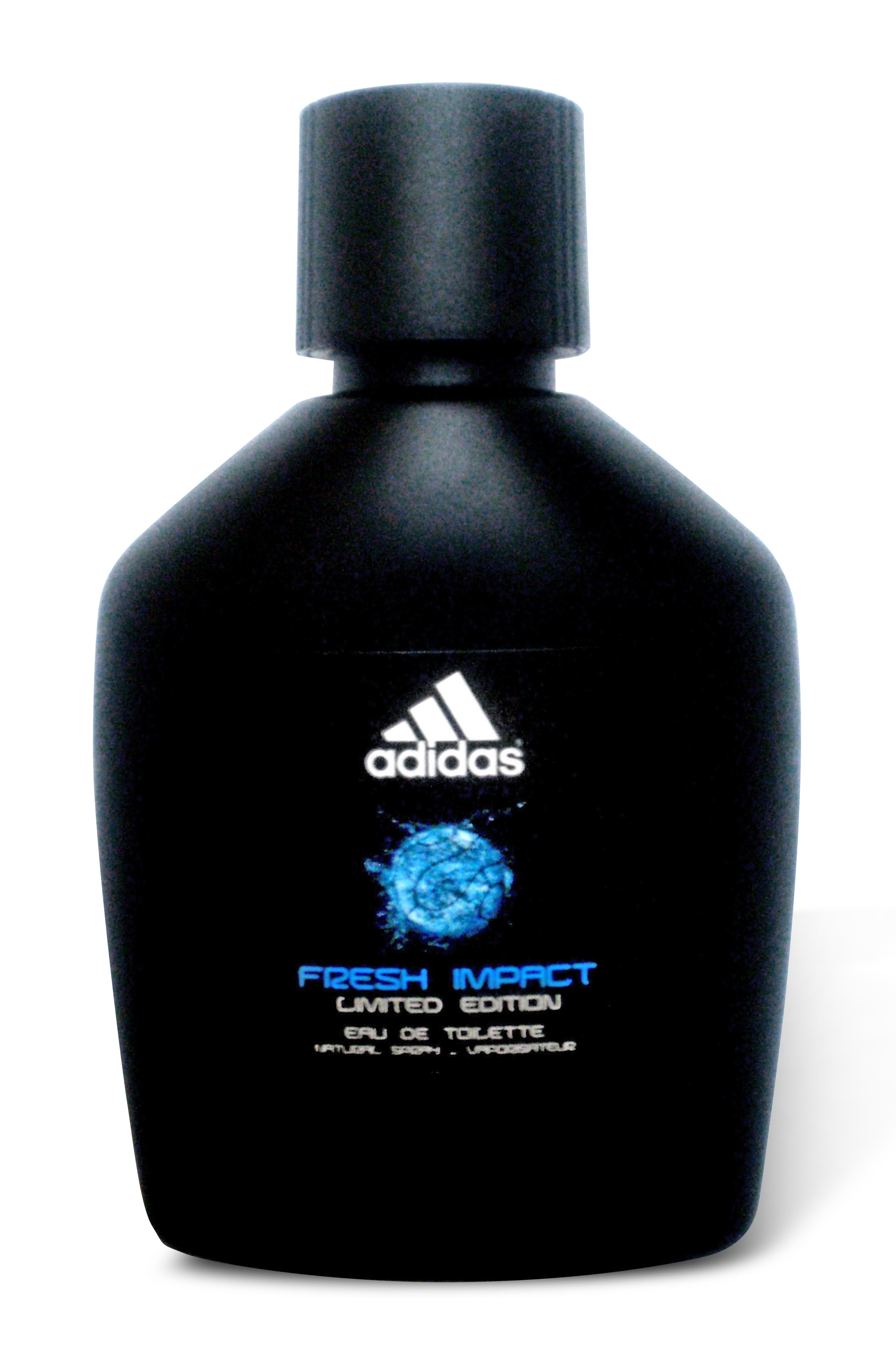
Chai Adidas "Fresh Impact – Limited Edition"

Adidas cũng thiết kế và sản xuất dép kiểu trượt, phụ kiện di động, đồng hồ, kính mắt, túi xách, mũ bóng chày và tất. Đồng thời, Adidas có một loạt các sản phẩm khử mùi, nước hoa, dầu cạo râu và sữa dưỡng thể dành cho nam và nữ có thương hiệu.
Adidas đã thông báo rằng họ sẽ tung ra một dây đeo cổ tay Fit Smart mới trị giá 199 USD vào giữa tháng 8 năm 2014. Dây đeo tay này sẽ kết hợp với ứng dụng miCoach của Adidas, ứng dụng này hoạt động như một huấn luyện viên cá nhân.

#### Adilette

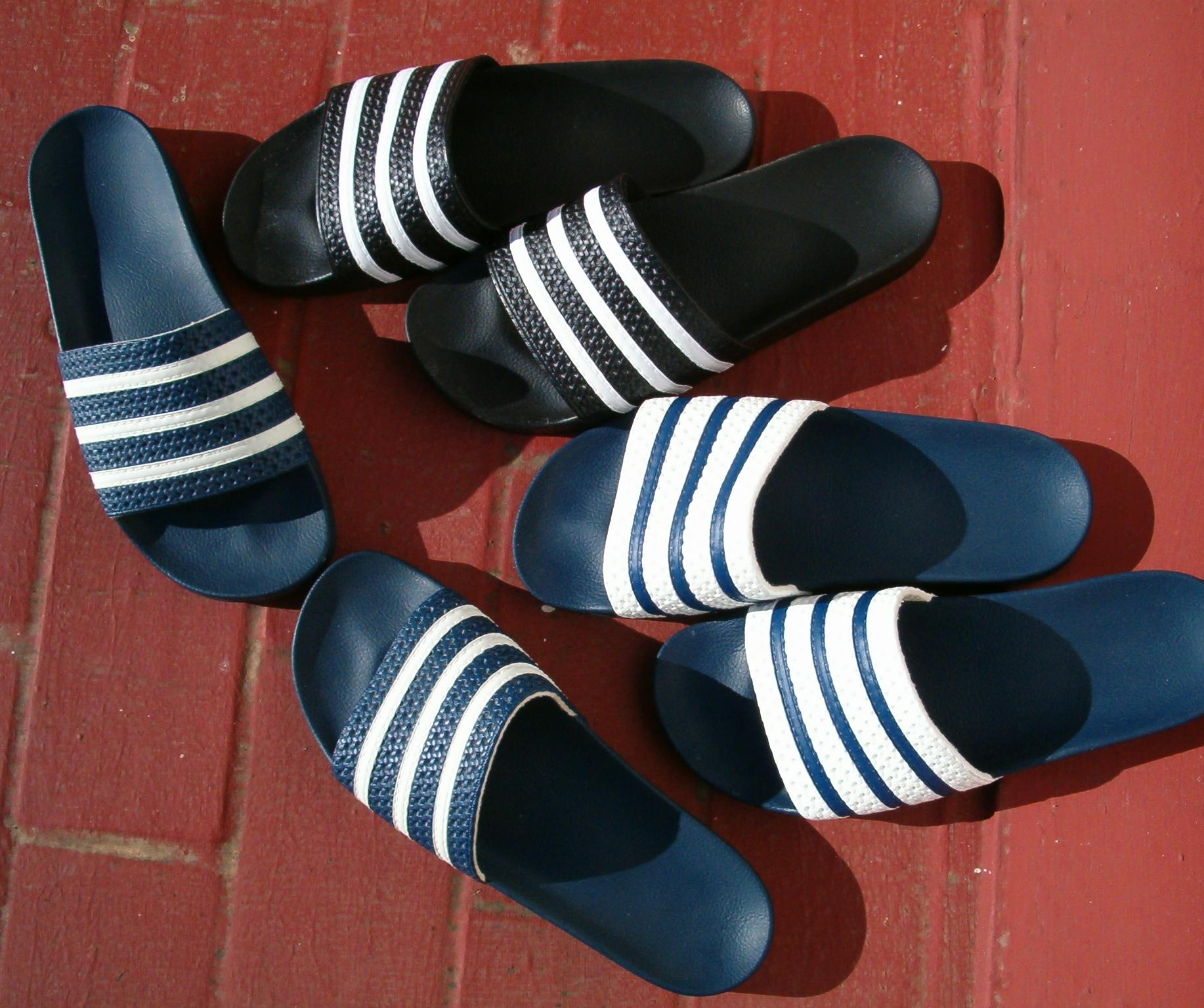
Sandal Adilette

Adilette là đôi xăng đan đầu tiên do Adidas sản xuất, ban đầu được phát triển vào năm 1963. Adidas tuyên bố rằng một nhóm vận động viên đã tiếp cận Adi Dassler để yêu cầu sản xuất một đôi giày cho phòng thay đồ. Cho đến ngày nay, đôi dép kết quả là một sản phẩm bán chạy nhất. Kể từ khi đôi xăng đan Adilette màu xanh hải quân và trắng ban đầu được tạo ra cách đây gần 50 năm, nhiều loại xăng đan khác đã được tạo ra với nhiều màu sắc khác nhau (đen, đỏ, xanh lá cây, xám, cam, nâu, vàng, hồng, vàng kim, bạc). Mới đây nhất, Adidas đã giới thiệu phối màu song hành cùng dòng Predator và adizero của mình; chương trình được mệnh danh là cảnh báo (màu cam) và màu tím. Thông thường, ba sọc xuất hiện với màu tương phản trên dây đeo của các mẫu cổ điển. Màu sơn Adilette phổ biến nhất có màu xanh hải quân hoặc đen, phối với màu trắng. Các mẫu Woodilette và Trefoil cũng có thiết kế tương tự nhưng không có sọc trên dây đeo.
Mẫu này cung cấp đế cao su chỉnh hình có đường viền với phần trên tổng hợp và được thiết kế như một đôi xăng đan trượt sau khi chơi thể thao, nhưng Adilette đã nhanh chóng được sử dụng bên ngoài thế giới thể thao.

#### Adissage

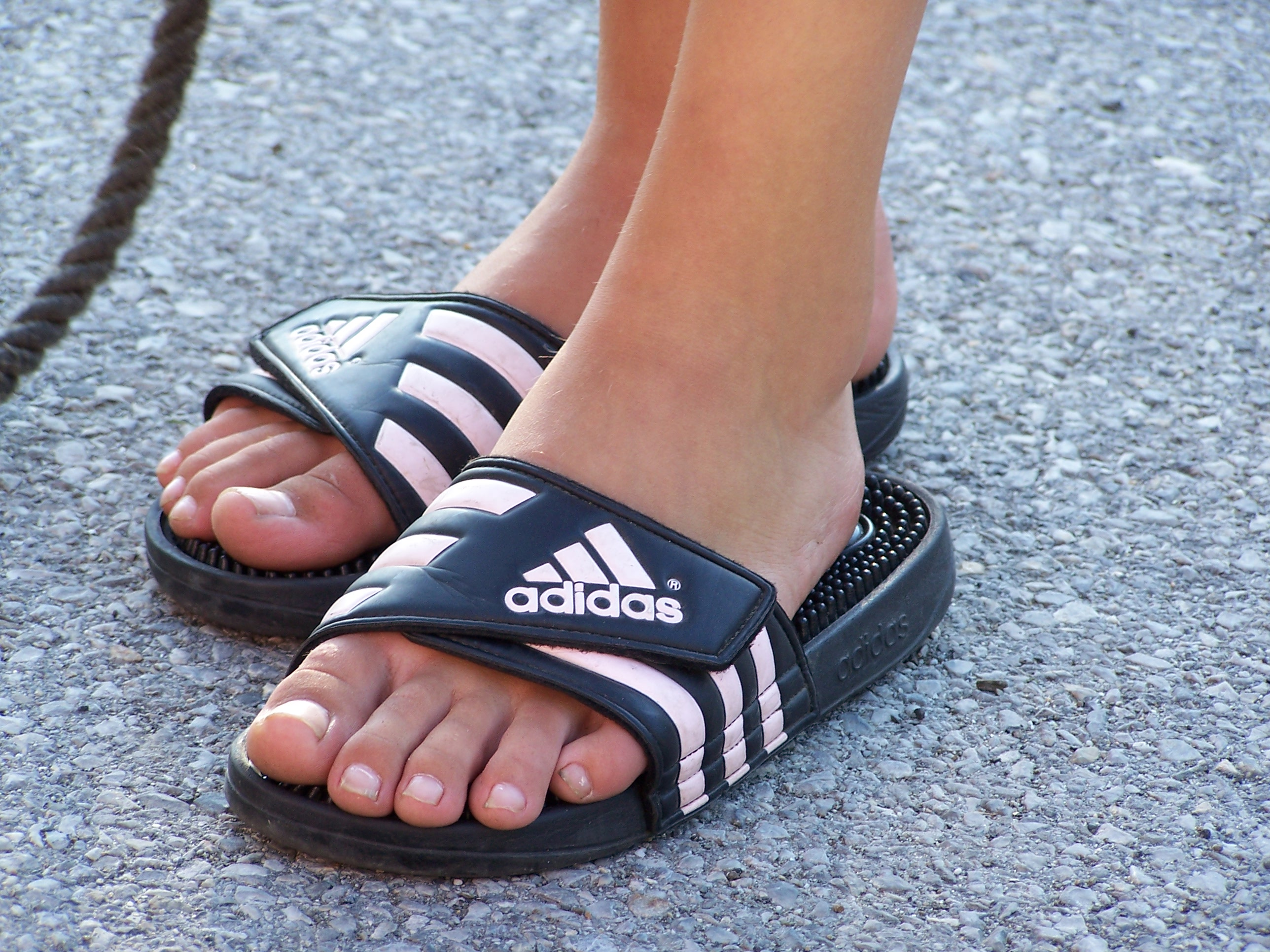
Một đôi Adissage

Adissage cũng là một đôi sandal trượt. Có các màu đen, xanh nước biển, xanh nhạt, đen với hồng và các màu khác, đôi xăng đan này có ba sọc đã được đăng ký nhãn hiệu trên dây đeo khóa dán về phía trước giày. Ở mặt bên của giày, về phía gót chân ở hai bên, tên nhà sản xuất xuất hiện, cũng như trên một biểu tượng tròn ở gót chân thực của đế giày. Đáng chú ý, có những hạt mát xa nhỏ màu đen trên khắp giường để chân nhằm mục đích xoa bóp những cơn đau chân sau khi chơi thể thao, mặc dù nó cũng phổ biến như một đôi dép thông thường đối với những người không phải là vận động viên.

#### Santiossage
Santiossage là một đôi sandal kiểu trượt . Đôi sandal có ba sọc đã được đăng ký nhãn hiệu trên dây đeo khóa dán về phía trước giày. Santiossage có màu đen, xanh nước biển hoặc đỏ. Ở mặt bên của giày, về phía gót chân ở hai bên, tên của nhà sản xuất xuất hiện, cũng như trên một biểu tượng tròn ở gót chân thực tế của giường để chân. Giống như Adissage, có những nút mát-xa trong suốt nhỏ xíu khắp giường để chân nhằm mục đích xoa bóp những cơn đau chân sau khi chơi thể thao, mặc dù đôi xăng đan này được những người không phải vận động viên mang một cách tình cờ. Nhìn xuyên qua các nút rõ ràng này là ba sọc của Adidas.

## Tiếp thị

Adidas "Tenet flower" của Yohji Yamamoto

Từ giữa đến cuối những năm 1990, Adidas đã chia thương hiệu thành ba nhóm chính với mỗi nhóm tập trung riêng biệt: Adidas Performance được thiết kế để duy trì sự tận tâm của họ đối với vận động viên; Adidas Originals được thiết kế để tập trung vào các thiết kế trước đó của thương hiệu vẫn là một biểu tượng phong cách sống phổ biến; và Style Essentials, liên quan đến thị trường thời trang; nhóm chính trong nhóm này là Y-3 (là sự hợp tác giữa Adidas và nhà thiết kế thời trang nổi tiếng Nhật Bản Yohji Yamamoto – chữ Y đại diện cho Yamamoto và 3 đại diện cho ba sọc của Adidas).
Ra mắt vào năm 2004, "Impossible is nothing" là một trong những chiến dịch đáng nhớ nhất của công ty. Chiến dịch được phát triển bởi 180/TBWA có trụ sở tại Amsterdam, nhưng công việc quan trọng cũng được thực hiện bởi TBWA\Chiat\Day tại San Francisco. Vài năm sau, Adidas tung ra một chiến dịch dành riêng cho bóng rổ – " Believe in 5ive " – cho mùa giải NBA 2006–2007.
Năm 2011, "Adidas is all in" trở thành khẩu hiệu chiến lược tiếp thị toàn cầu của Adidas. Khẩu hiệu nhằm gắn kết tất cả các thương hiệu và nhãn hiệu lại với nhau, thể hiện một hình ảnh thống nhất cho người tiêu dùng quan tâm đến thể thao, thời trang, đường phố, âm nhạc và văn hóa đại chúng. Dường như có mối liên hệ với cụm từ "all-in" có nghĩa là "cạn kiệt" ở một số quốc gia nói tiếng Anh.
Vào năm 2015, Adidas đã đưa ra kế hoạch kinh doanh chiến lược cho đến năm 2020 là "Creating the New".

### Hợp tác
Adidas đã thực hiện một số hợp tác với các nhà thiết kế nổi tiếng, bao gồm Alexander Wang, Jeremy Scott, Raf Simons và Stella McCartney. Họ cũng đã liên hệ với một số nhân vật nổi tiếng, chẳng hạn như Beyoncé, Jonah Hill, Karlie Kloss, Ninja và Pharrell Williams để tạo ra một số tác phẩm đáng chú ý và được thèm muốn nhất của công ty.

### Quảng cáo game
Thương hiệu này được giới thiệu trong một số trò chơi, bao gồm Daley Thompson's Olympic Challenge (Commodore Amiga), Adidas power soccer (Sony PlayStation) và Adidas Championship Football (Commodore 64, ZX spectrum, Amstrad CPC).

### Tiếp thị ở Ấn Độ
Ấn Độ đã là một thị trường rất đầu cơ cho Adidas.Bản mẫu:Why Bất chấp điều này, Dave Thomas, giám đốc điều hành của Adidas tại Ấn Độ có nhiều tham vọng về tiềm năng của đất nước. Công ty hy vọng sẽ tăng gấp đôi doanh thu từ Rs. 805 lõi vào năm 2020. Năm 2015, công ty đã ký hợp đồng với Ranveer Singh, một diễn viên nổi tiếng của Bollywood làm đại sứ thương hiệu cho các sản phẩm của công ty. Ranveer sau đó là một diễn viên vừa chớm nở. Công ty sau đó đã quyết định sử dụng sự tôn thờ gần như tôn giáo của mọi người đối với trò chơi cricket để quảng bá thương hiệu của họ. Nó sớm phát động một chiến dịch cricket mới trong nước. Chiến dịch được gọi là FeelLoveUseHate với vận động viên cricket Ấn Độ nổi tiếng Virat Kohli. Tuy nhiên, vào năm 2017, Virat Kohli đã bị loại khỏi vị trí đại sứ thương hiệu của công ty. Vận động viên cricket sau đó đã ký một hợp đồng lớn với Puma Ấn Độ. Công ty cũng bán sản phẩm của mình trực tuyến thông qua các trang web thương mại điện tử như Myntra, Snapdeal, Jabong và Amazon. Adidas cũng có một trang web dành riêng cho khán giả Ấn Độ tiếp thị và bán sản phẩm cho người tiêu dùng ở Ấn Độ.

## Tài trợ

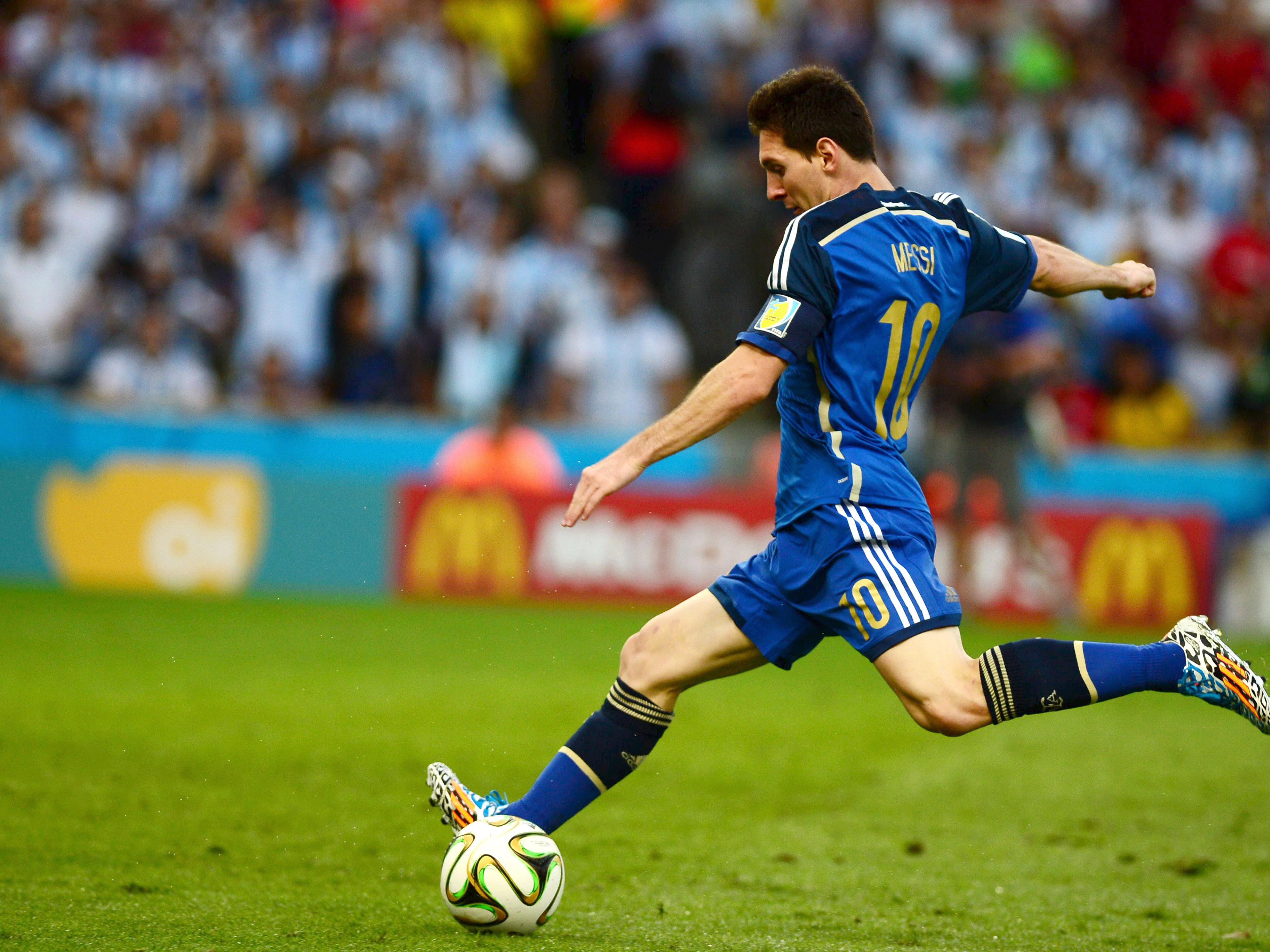
Lionel Messi, người được Adidas tài trợ, chuẩn bị sút bóng bằng chân trái thuận trong trận chung kết của FIFA World Cup 2014.

Adidas có rất nhiều hợp đồng trang phục thi đấu lớn với các câu lạc bộ bóng đá trên toàn thế giới, bao gồm cả nhà tài trợ chính của họ là Bayern München. Ngoài ra, các đội tuyển quốc gia do họ tài trợ bao gồm Đức, Tây Ban Nha, México, Argentina, Thụy Điển, Nhật Bản, Hungary, Bỉ, Colombia, Wales và Ý.

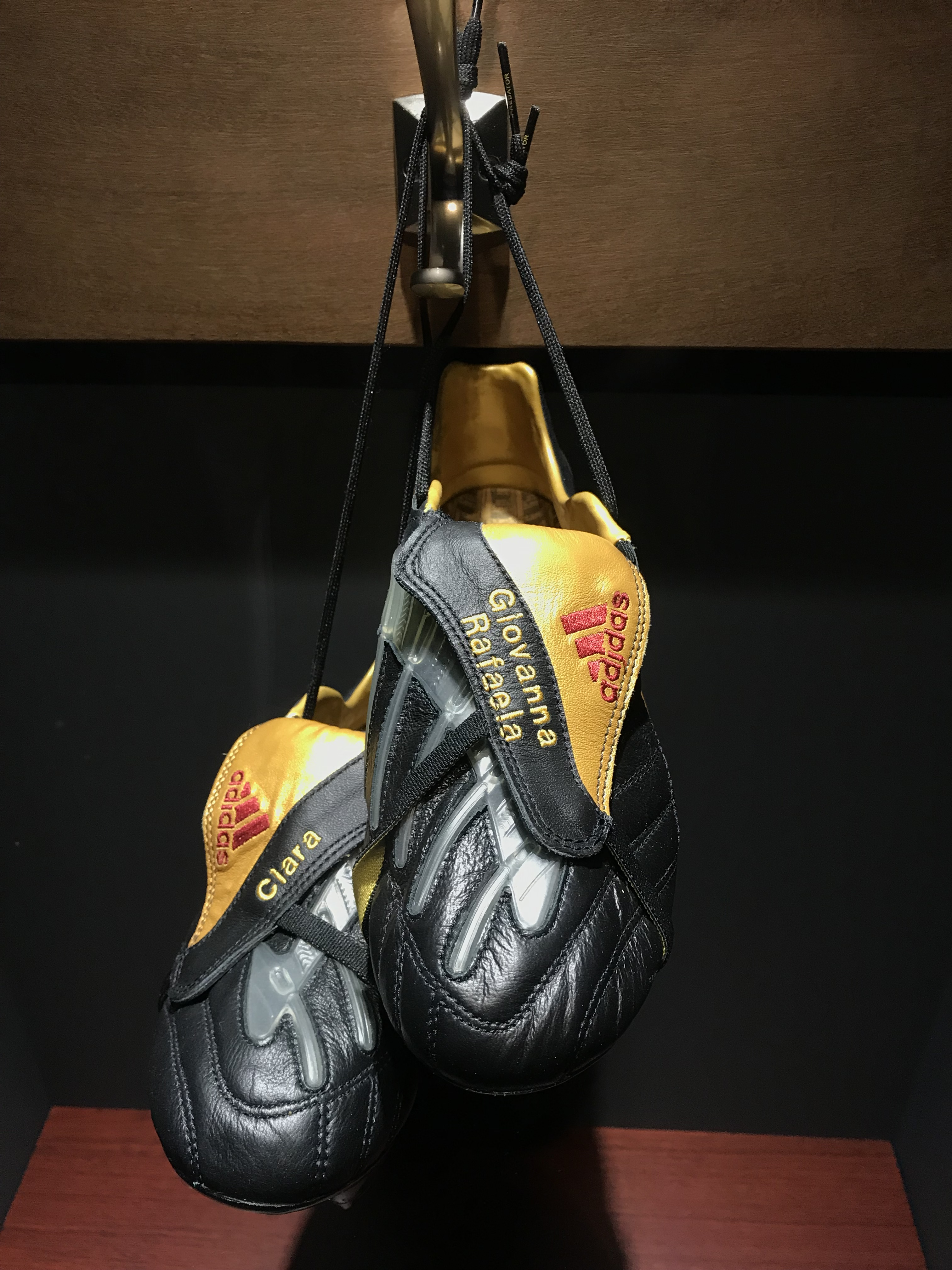
Người tiên phong về kỹ thuật "knuckle ball" trong các quả đá phạt, giày Adidas của Juninho trong bảo tàng

Adidas đã tài trợ cho rất nhiều cầu thủ, bao gồm Lionel Messi, Zinédine Zidane, Kaká, David Beckham, Steven Gerrard, Gareth Bale, Thomas Müller, Xavi, Mesut Özil, James Rodríguez, Iker Casillas, Arjen Robben, Paul Pogba, Dele Alli, Luis Suárez, Ivan Rakitić, Diego Costa, Mohamed Salah, Roberto Firmino, Paulo Dybala, Mats Hummels và Manuel Neuer.
Adidas là một trong những nhà tài trợ chính thức của UEFA Champions League, và Adidas Finale là quả bóng thi đấu chính thức của giải đấu. Cùng với giày Adidas Predator, Adidas sản xuất dòng giày bóng đá adiPure. Adidas cung cấp quần áo và thiết bị cho tất cả các đội tại Major League Soccer (MLS).
Vào tháng 7 năm 2014, Adidas và Manchester United đã đồng ý ký hợp đồng trang phục thi đấu có thời hạn 10 năm, bắt đầu từ Premier League 2015–16. Hợp đồng trang phục thi đấu này có giá trị tối thiểu được đảm bảo là 750 triệu bảng Anh (1,29 tỷ đô la Mỹ), khiến nó trở thành hợp đồng trang phục thi đấu có giá trị nhất trong lịch sử thể thao và thay thế đối thủ Nike trở thành đối tác thiết bị toàn cầu của câu lạc bộ.

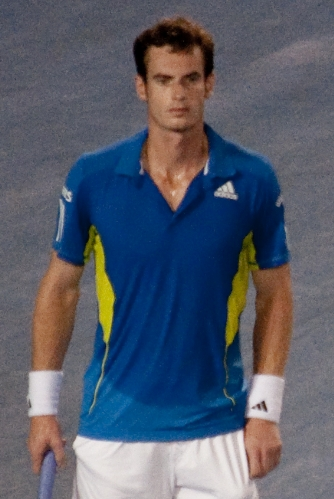
Andy Murray đã quảng cáo cho Adidas từ đầu mùa giải 2010 cho đến cuối mùa giải 2014 nhận 4,9 triệu đô la Mỹ mỗi năm.

Vào tháng 11 năm 2009, tay vợt số 4 thế giới Andy Murray được xác nhận là ngôi sao được trả lương cao nhất của Adidas với hợp đồng 5 năm trị giá 24,5 triệu đô la Mỹ. Tại Cincinnati, tại Giải quần vợt ATP ở Mason, họ cũng đã tài trợ đồng phục cho các cô cậu bé nhặt bóng. Adidas cũng là đối tác của Malibu Tennis Camp, Green Fitness GmbH và Schöler & Micke Sportartikel Vertriebs GmbH.
Adidas đã tài trợ cho nhiều cầu thủ bóng rổ như Kareem Abdul-Jabbar, Chauncey Billups, Tim Duncan, Brandon Knight, Jeremy Lin, Tracy McGrady, Iman Shumpert và các cầu thủ hiện tại như James Harden, Damian Lillard, Donovan Mitchell, Candace Parker, Derrick Rose, John Wall và Trae Young. Adidas cũng cho Kobe Bryant làm đại diện với Adidas Equipment KB8 là chiếc giày đặc trưng đầu tiên của anh ấy cho đến tháng 7 năm 2002. Công ty cũng xác nhận Kevin Garnett cho đến khi anh ấy từ chối hợp đồng vào năm 2010. Gilbert Arenas là người ủng hộ Adidas cho đến năm 2010. Vào tháng 8 năm 2015, James Harden rời Nike để đến Adidas bằng cách ký hợp đồng 13 năm trị giá 200 triệu đô la Mỹ.
Ở lĩnh vực bóng bầu dục, Adidas là nhà cung cấp trang phục thi đấu hiện tại cho All Blacks, đội tuyển quốc gia Pháp, đội tuyển bóng bầu dục quốc gia Ý và các đội bóng bầu dục Stormers và Western Province của Nam Phi cùng những đội khác. Adidas cũng là nhà tài trợ quần áo của New Zealand Rugby Union và cung cấp quần áo cho tất cả các thương hiệu Super Rugby, tuyển chọn các đội trong nước và trọng tài quốc gia. Adidas cũng là nhà cung cấp bóng thi đấu chính thức cho Heineken Cup. Adidas là nhà cung cấp bộ quần áo bóng đá cho Sư tử Anh và Ireland từ năm 1997 đến năm 2013. Họ là nhà sản xuất áo thi đấu củaCâu lạc bộ Gold Coast Titans Rugby League trong Giải bóng bầu dục quốc gia Úc. Bóng bầu dục đôi và liên đoàn quốc tế và cựu võ sĩ quyền Anh Sonny Bill Williams là đại sứ toàn cầu của Adidas.
Adidas đã cung cấp thiết bị chơi khúc côn cầu trên sân và tài trợ cho nhiều cầu thủ của Đức, Anh, Hà Lan, Úc, Tây Ban Nha và Bỉ. Công ty đã là nhà cung cấp trang phục thi đấu cho các đội nam và nữ Argentina trong hơn 15 năm. Công ty cũng tài trợ cho các câu lạc bộ Reading, Beeston và East Grinstead.
Adidas cũng tài trợ cho các tay golf chuyên nghiệp bao gồm Daniel Berger, Sergio García, Dustin Johnson, Danielle Kang, Collin Morikawa, Joaquín Niemann và Xander Schauffele. Vì Adidas không sản xuất dụng cụ chơi golf nên việc tài trợ chỉ giới hạn ở quần áo và giày dép.
Trong môn khúc côn cầu trên băng, Adidas đã ký một thỏa thuận với National Hockey League (NHL) để trở thành nhà cung cấp chính thức đồng phục và trang phục được cấp phép, bắt đầu từ mùa giải 2017–18.
Các nhà tài trợ cho môn cricket của Adidas bao gồm các vận động viên cricket Lasith Malinga, Kieron Pollard, Dwayne Bravo and K. L. Rahul. Các quan hệ tài trợ bóng chuyền của Adidas bao gồm Ivan Zaytsev và Earvin N'Gapeth, người quảng cáo với tư cách là người mẫu và đại sứ thương hiệu cho Adidas.

## Bảo vệ IP
Vào năm 2016, Adidas đã đệ đơn kiện Skechers vì đã tạo ra một thiết kế Stan Smith trùng lặp và các bản sao của Adidas chẳng hạn như "Springblade".

## Thông tin doanh nghiệp

### Ban điều hành hiện tại
- Giám đốc điều hành: Kasper Rørsted
- Giám đốc tài chính: Harm Ohlmeyer
- Thương hiệu toàn cầu: Eric Liedtke
- Hoạt động toàn cầu: Gil Steyeart
- Bán hàng toàn cầu: Roland Auschel

### Quản lý cũ
- Giám đốc điều hành (1993–2002): Robert Louis-Dreyfus
- Giám đốc điều hành (2002–2016): Herbert Hainer

### Thông tin tài chính
| Năm                                                | 2006   | 2007   | 2008   | 2009   | 2010   | 2013   | 2014   | 2015   | 2016   | 2017   | 2018   | 2019   | 2020   | 2021   |
| -------------------------------------------------- | ------ | ------ | ------ | ------ | ------ | ------ | ------ | ------ | ------ | ------ | ------ | ------ | ------ | ------ |
| Doanh thu                                          | 10,084 | 10,299 | 10,799 | 10,381 | 11,990 | 14,492 | 15,534 | 16,915 | 19,291 | 21,218 | 21,915 | 23,640 | 19,844 | 21,234 |
| Thu nhập trước lãi vay, thuế, khấu hao và khấu hao | 1,078  | 1,165  | 1,280  | 780    | 1,159  | 1,202  | 883    | 1,039  | 1,491  | 2,070  | 2,368  | 2,660  | 751    | 1,986  |
| Lợi nhuận ròng                                     | 483    | 551    | 642    | 245    | 567    | 787    | 490    | 634    | 1,017  | 1,097  | 1,702  | 1,976  | 432    | 2,116  |
| Nợ                                                 | 2,231  | 1,766  | 2,189  | 917    | 221    |        |        |        |        |        |        |        |        |        |

## Chỉ trích
Thực tiễn kinh doanh/ đạo đức và cam kết đối với phúc lợi của người lao động của Adidas đã được xem xét kỹ lưỡng và thường bị chỉ trích.

### Cuộc tranh cãi về giá áo thi đấu bóng bầu dục bản sao All Blacks 2011

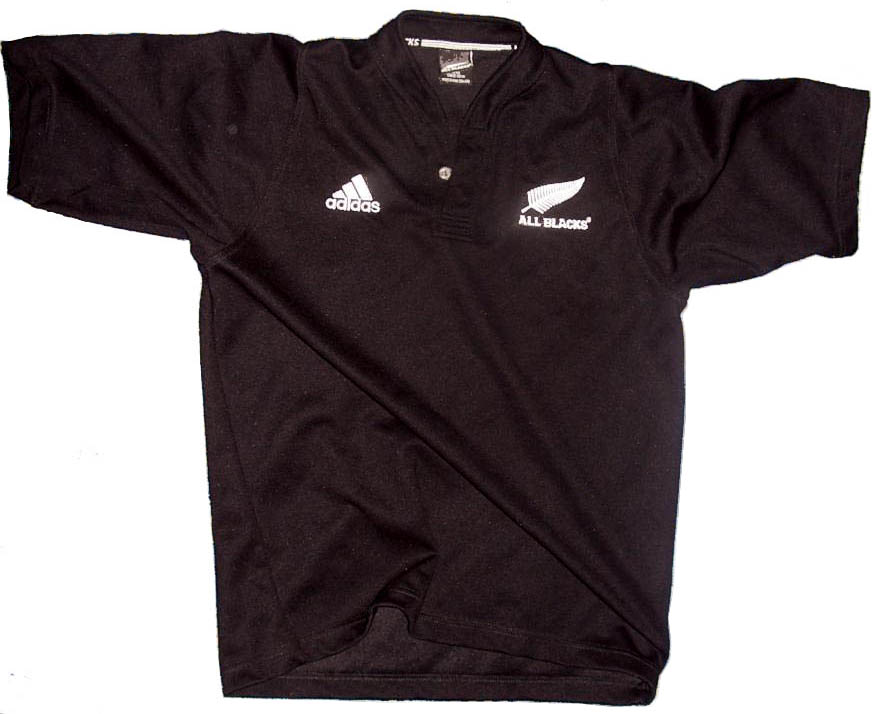
Áo thi đấu của All Blacks đã gây ra tranh cãi.

Không hài lòng với giá địa phương của áo đấu All Blacks sao chép của Adidas, những người hâm mộ All Blacks có trụ sở tại New Zealand đã yêu cầu giảm giá và bắt đầu mua áo thi đấu này từ các nhà cung cấp nước ngoài sau khi có thông tin tiết lộ rằng giá địa phương 220 đô la New Zealand cao hơn gấp đôi giá bán cung cấp trên một số trang web.
Adidas đã phản ứng bằng cách thực thi các thỏa thuận xuyên biên giới để ngăn chặn các nhà bán lẻ nước ngoài bán hàng cho cư dân New Zealand. Nó đã được các công ty PR hàng đầu của New Zealand và các nhóm ủng hộ Người tiêu dùng coi là một thảm họa quan hệ công chúng. Nhà bán lẻ quần áo thể thao lớn nhất New Zealand Rebel Sport đã tuyên bố rằng họ rất tức giận và đang xem xét bán All Blacks Jerseys cho công chúng dưới giá gốc.

### Giày thể thao "còng" 2012
Vào ngày 14 tháng 6 năm 2012, Adidas đăng trên trang Facebook của họ hình ảnh một đôi giày do Jeremy Scott thiết kế có chứa cùm. Hình ảnh là một dòng giày được lên kế hoạch mà Adidas dự định phát hành vào tháng Bảy. Bức ảnh nhanh chóng gây ra tranh cãi, bao gồm cả bức ảnh của Jesse Jackson, người được trích dẫn rằng "Nỗ lực thương mại hóa và phổ biến hơn 200 năm sự suy thoái của con người, nơi người da đen được coi là 3/5 con người theo Hiến pháp của chúng tôi là xúc phạm, kinh khủng và vô cảm". Jackson đe dọa tẩy chay, và ủy viên NBA David Stern đã có lúc được cho là đã liên lạc với hy vọng ông sẽ can thiệp. Ngay sau khi bị phản đối kịch liệt, công ty đã hủy bỏ sản phẩm.

### Công xưởng bóc lột sức lao động và vi phạm quyền lao động
Adidas đã bị chỉ trích vì điều hành các xưởng bóc lột sức lao động , đặc biệt là ở Indonesia. Từ năm 2006 đến 2007, Adidas đã từ chối nhiều nhà cung cấp hỗ trợ các công đoàn để ủng hộ các nhà thầu phụ có hồ sơ quyền lao động tồi tệ hơn. Bằng cách ký hợp đồng thầu phụ với các nhà cung cấp khác nhau, Adidas sẽ khó đảm bảo các tiêu chuẩn lao động của công ty được thực thi. Chính sách của Adidas bao gồm quyền tự do cho người lao động tham gia thương lượng tập thể và chính sách không trả đũa đối với những người lao động bày tỏ mối quan ngại. Tuy nhiên, trên thực tế, nhiều nhà cung cấp của Adidas đã không duy trì các tiêu chuẩn này. Tại nhà máy Panarub ở Java, 33 công nhân đã bị sa thải sau khi đình công đòi được trả lương cao hơn vào năm 2005. PT Kizone là một nhà máy khác của Indonesia, nơi Adidas bị chỉ trích vì đối xử với công nhân. Họ sản xuất sản phẩm cho Adidas cũng như Nike và Dallas Cowboys cho đến khi đóng cửa vào tháng 1 năm 2011. 2.686 công nhân bị sa thải đang nợ 3 triệu đô la tiền trợ cấp thôi việc và trợ cấp. Nike đã đóng góp 1,5 triệu đô la nhưng Adidas đã không hành động. Một chiến dịch đã được khởi xướng bởi Liên hiệp sinh viên chống lại các công việc bóc lột sức lao động kêu gọi các trường đại học cắt hợp đồng với Adidas. Vào ngày 16 tháng 7 năm 2012, War on Want đã tổ chức các nhà hoạt động ở London để thay thẻ giá Adidas trong các cửa hàng thể thao bằng thẻ 34p, đề cập đến mức lương trả theo giờ thấp cho công nhân Indonesia sản xuất hàng hóa của Adidas. a reference to the low hourly wage rate paid to the Indonesian workers who make Adidas goods. Nhóm chiến dịch Labour Behind the Label tuyên bố rằng lương cơ bản của công nhân Adidas Indonesia chỉ là 10 bảng Anh một tuần. William Anderson, người đứng đầu các vấn đề xã hội và môi trường của khu vực Châu Á Thái Bình Dương, đã đăng một mục trên blog của công ty, trong đó ông tuyên bố rằng tổng tiền lương bao gồm tiền thưởng và tiền làm thêm giờ thường gấp đôi tiền lương theo giờ, đồng thời thu hút sự chú ý đến sức mua tương đương.
Vào tháng 4 năm 2014, một trong những cuộc đình công lớn nhất ở Trung Quốc đại lục đã diễn ra tại nhà máy sản xuất giày Yue Yuen Industrial Holdings Dongguan, sản xuất cho Adidas.
Vào năm 2022, các nhà nghiên cứu từ Đại học Khoa học Ứng dụng Nordhausen đã xác định bông từ Tân Cương trong áo sơ mi Adidas.

### Các mặt hàng theo chủ đề Liên Xô và quảng cáo
Vào năm 2018, Adidas đã quảng bá một dòng sản phẩm theo chủ đề Liên Xô. Sau một làn sóng phản đối kịch liệt trên mạng xã hội, chúng đã bị loại khỏi thị trường.

### Vụ bê bối tham nhũng NCAA
Giám đốc điều hành Adidas James Gatto đã bị truy tố trong vụ bê bối tham nhũng bóng rổ nam 2017 NCAA Division I.

### Tranh cãi đa dạng chủng tộc
Vào tháng 6 năm 2020, người đứng đầu bộ phận nhân sự toàn cầu của Adidas đã tự nguyện từ chức sau khi các nhân viên da đen bày tỏ lo ngại về việc bà không giải quyết được vấn đề phân biệt chủng tộc và phân biệt đối xử tại nơi làm việc. Cựu giám đốc nhân sự cũng đã đưa ra nhận xét về việc phân biệt chủng tộc là "tiếng ồn", bên cạnh việc không giải quyết thỏa đáng sự đa dạng của lực lượng lao động. Sau khi từ chức, cô ấy đã tuyên bố rằng cô ấy ủng hộ công ty tiếp tục tiến tới công bằng chủng tộc và đưa ra lời xin lỗi.